# James J. Bulger
James Joseph "Whitey" Bulger, Jr., född 3 september 1929 i Everett, Massachusetts (men uppväxt i Boston i samma delstat), död 30 oktober 2018 i Hazelton i Preston County, West Virginia, var en amerikansk maffiaboss som var ledare för Winter Hill Gang i Boston. Bulger pekades ut som personligen skyldig till 19 mord, liksom inblandning i olaglig spelverksamhet, konspiration, ocker, penningtvätt, narkotikahandel, utpressning och beskyddarverksamhet. Han var fram till sitt gripande en av världens mest efterspanade personer, och FBI utfäste en belöning på två miljoner dollar för information som kunde leda till hans gripande. En av hans bröder var William M. Bulger, tidigare delstatssenator i Massachusetts.

## Kriminell karriär

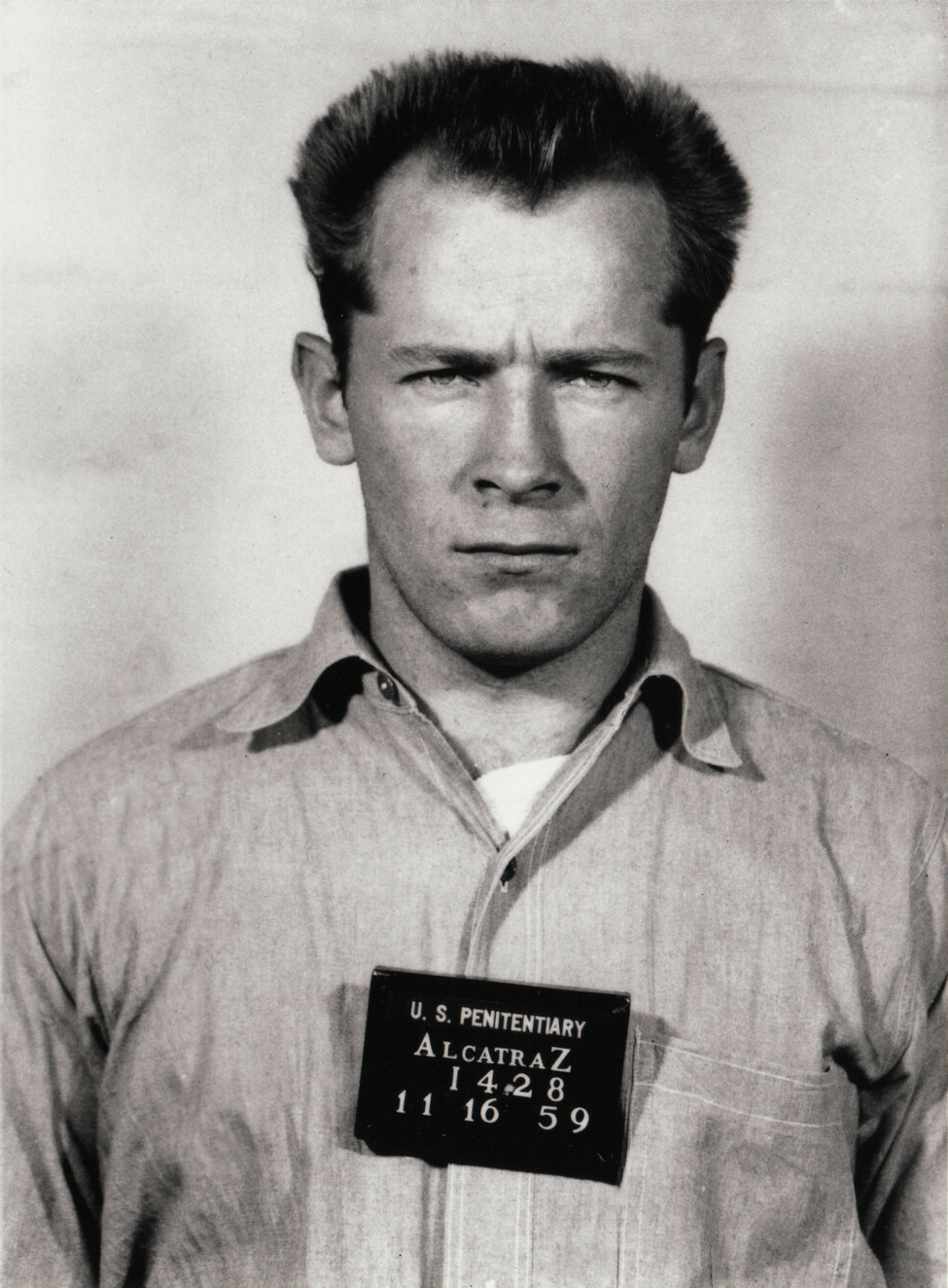
Bulgers polisfoto från 1959.

Bulgers kriminella karriär sträckte sig åtminstone från 1950-talet fram till 1990-talet. Han avtjänade ett sexårigt fängelsestraff mellan 1959 och 1965, varav de första åren på fängelseön Alcatraz. Under 1970-talet arbetade Bulger i hemlighet som FBI-informatör genom att delge myndigheterna information om andra maffiamedlemmar.
Den 22 juni 2011 arresterades han i en lägenhet i Santa Monica i Kalifornien där han hade bott i femton år tillsammans med sin flickvän Catherine Greig. Han var 81 år gammal vid tiden för gripandet.
År 2013 dömdes Bulger till två livstidsstraff plus fem år i fängelse. Han flyttades mellan olika fängelser och kom den 30 oktober 2018 till United States Penitentiary, Hazelton. Bara några timmar senare blev Bulger ihjälslagen av medinterner.

## I populärkulturen
År 2015 kom filmen Black Mass som är baserad på Bulgers liv, där huvudrollen spelas av Johnny Depp. Filmen regisserades av Scott Cooper och bygger i sin tur på boken Black Mass: The True Story of an Unholy Alliance Between the FBI and the Irish Mob från 2011 av Dick Lehr and Gerard O'Neill.